# FN Browning M1910
FN Browning M1910 este un pistol semi-automat proiectat de John Browning și produs de Fabrica Națională din Belgia. Un astfel de pistol a fost folosit de naționalistul sârb Gavrilo Princip ca să-l asasineze pe arhiducele austro-ungar Franz Ferdinand pe data de 28 iunie 1914, acest fapt fiind pretextul declanșării Primului Război Mondial.

## Utilizatori
- Belgia
- România
- Serbia
- Iugoslavia
- Finlanda
- Franța
- Germania
- Țările de Jos
- Grecia
- Danemarca
- Turcia

## Imagini

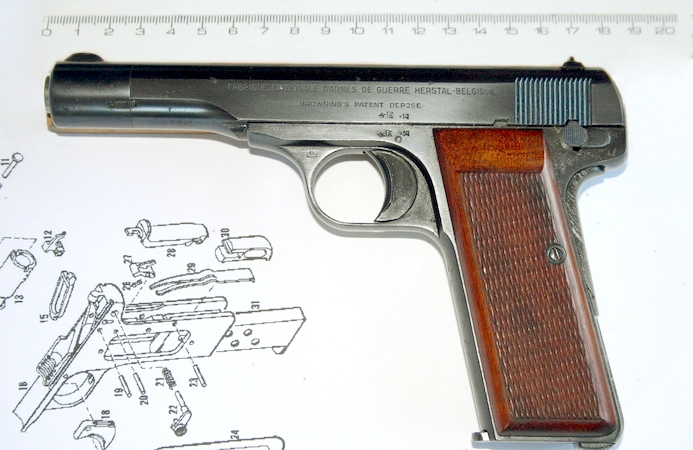
FN Model 1910.
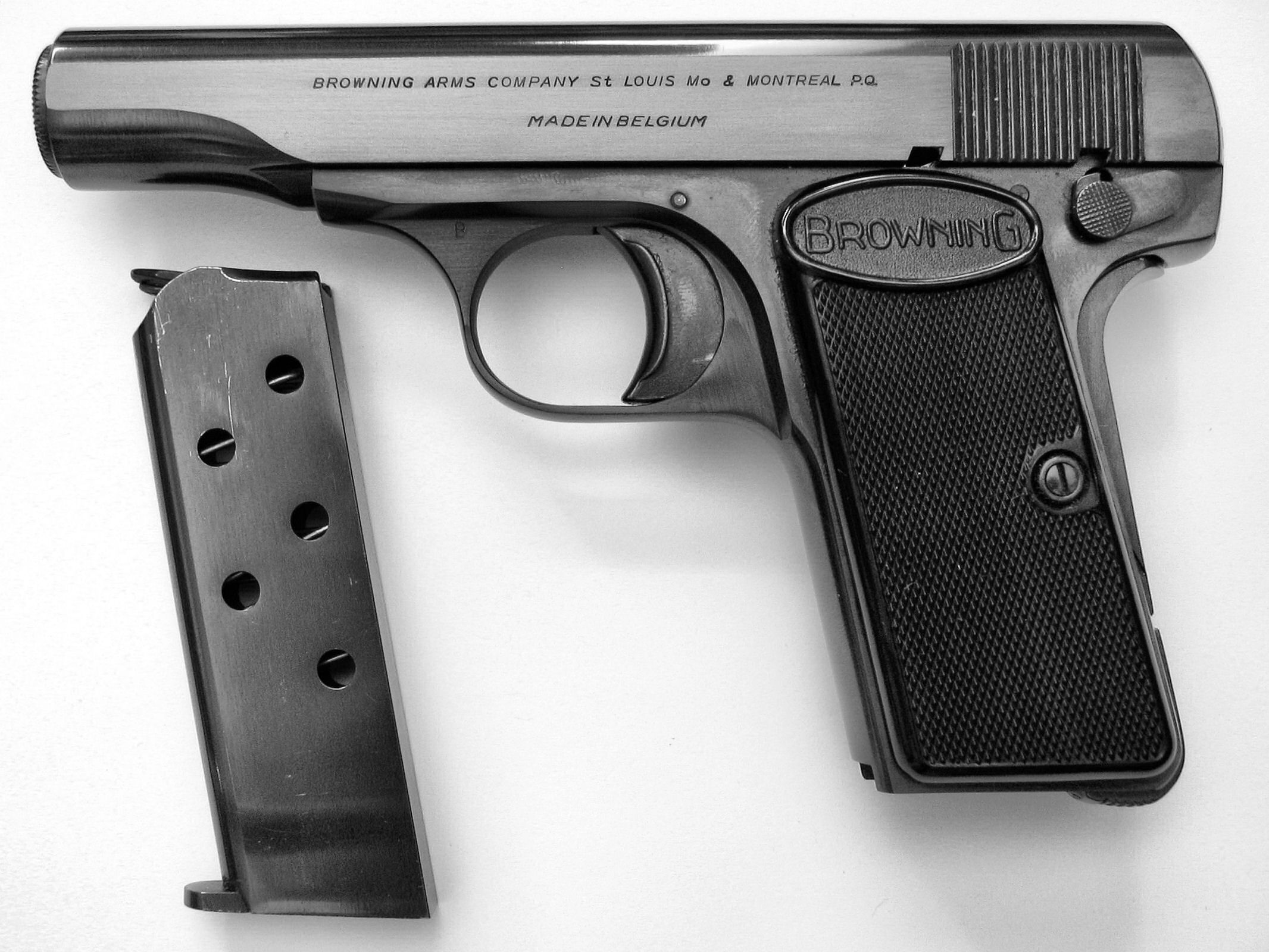
FN Model 1910.
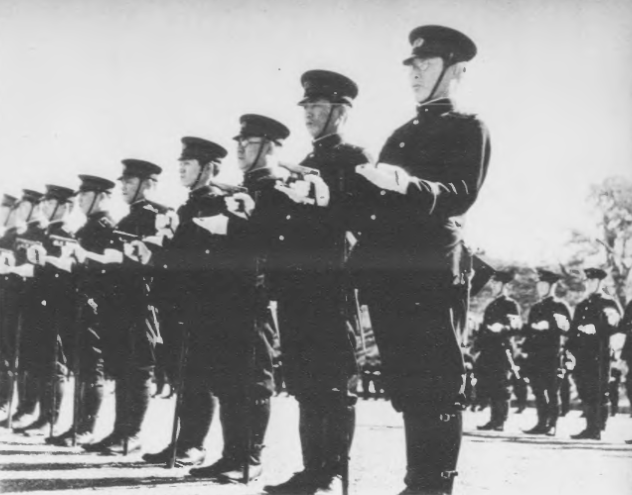
Forţe speciale japoneze înarmate cu FN Browning 1910/1922. Poză din anul 1938.
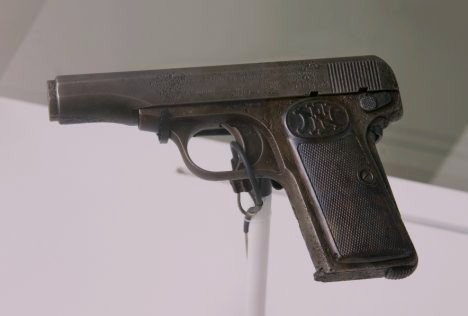
Pistolul folosit de Gravrilo Princip pentru a-l asasina pe Arhiducele Austro-Ungariei Franz Ferdinand și pe soția sa la Sarajevo, 1914. Pistolul este expus în Muzeul de Istorie Militară din Viena.